# Rives Dervoises
Rives Dervoises ist eine französische Gemeinde mit 1306 Einwohnern (Stand: 1. Januar 2022) im Département Haute-Marne in der Region Grand Est. Sie gehört zum Arrondissement Saint-Dizier und ist Mitglied im Gemeindeverband Communauté d’agglomération du Grand Saint-Dizier, Der et Vallées.
Sie entstand mit Wirkung vom 1. Januar 2016 als Commune nouvelle durch die Zusammenlegung der bisherigen Gemeinden Puellemontier, Droyes, Longeville-sur-la-Laines und Louze, die in der neuen Gemeinde den Status einer Commune déléguée haben. Der Verwaltungssitz befindet sich im Ort Puellemontier.

## Gliederung
| Commune déléguée                | ehemaliger INSEE-Code | Fläche (km²) | Einwohnerzahl (2022) |
| ------------------------------- | --------------------- | ------------ | -------------------- |
| Puellemontier (Verwaltungssitz) | 52411                 | 15,22        | 191                  |
| Droyes                          | 52180                 | 25,23        | 418                  |
| Longeville-sur-la-Laines        | 52293                 | 15,60        | 401                  |
| Louze                           | 52296                 | 20,65        | 296                  |

## Lage
Rives Dervoises liegt rund 24 Kilometer südwestlich von Saint-Dizier am Rande des Naturschutzgebietes rund um den See Étang de la Horre. Dieser wird vom Flüsschen Chevry gebildet. 
Nachbargemeinden sind:
- Châtillon-sur-Broué im Norden,
- Planrupt im Nordosten,
- La Porte du Der im Osten,
- Ceffonds im Südosten,
- Soulaines-Dhuys im Süden,
- Ville-aux-Bois, Épothémont, Vallentigny im Südwesten,
- Hampigny und Lentilles im Westen sowie

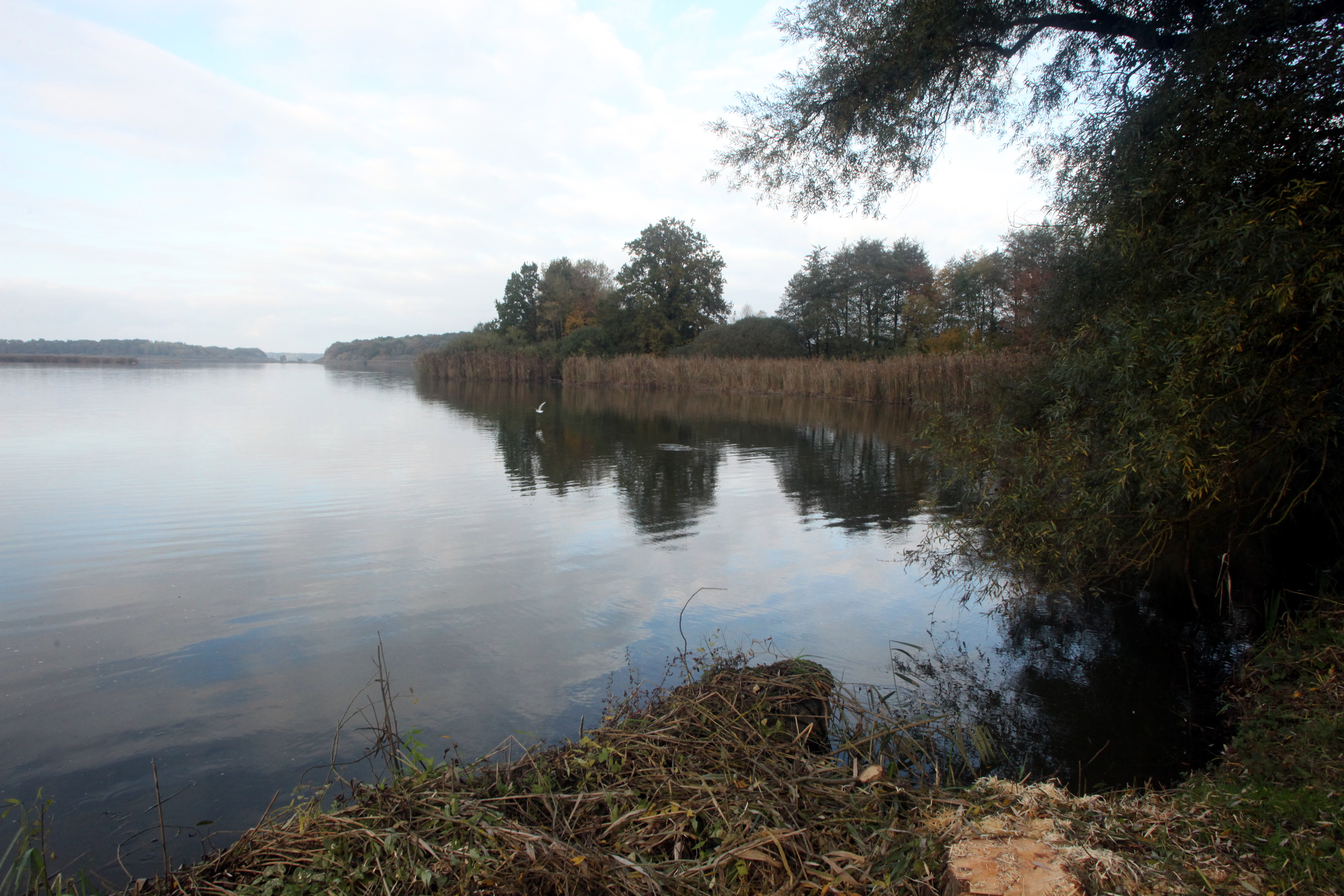
Der Étang de la Horre

- Bailly-le-Franc im Nordwesten.